# روباه خرچنگ‌خوار
روباه خرچنگ‌خوار (نام علمی: Cerdocyon thous) نام یک گونه از زیرخانواده سگیان بومی آمریکای جنوبی است و به نسبت قد بلندتری دارد. همانطور که از نامش پیداست رژیم غذایی متنوعی دار اما بیشتر از خرچنگ ها حشرات و سایر حیوانات کوچک تغذیه میکند.